# Gärtuna
Gärtuna är ett område i Södertälje kommun öster om staden Södertälje. I Gärtuna ligger bland annat Astra Zenecas läkemedelsfabrik, och Anstalten Hall.